# Mysoria
Mysoria là một chi bướm ngày thuộc họ Bướm nâu.